# Teplice nad Metují (stacja kolejowa)

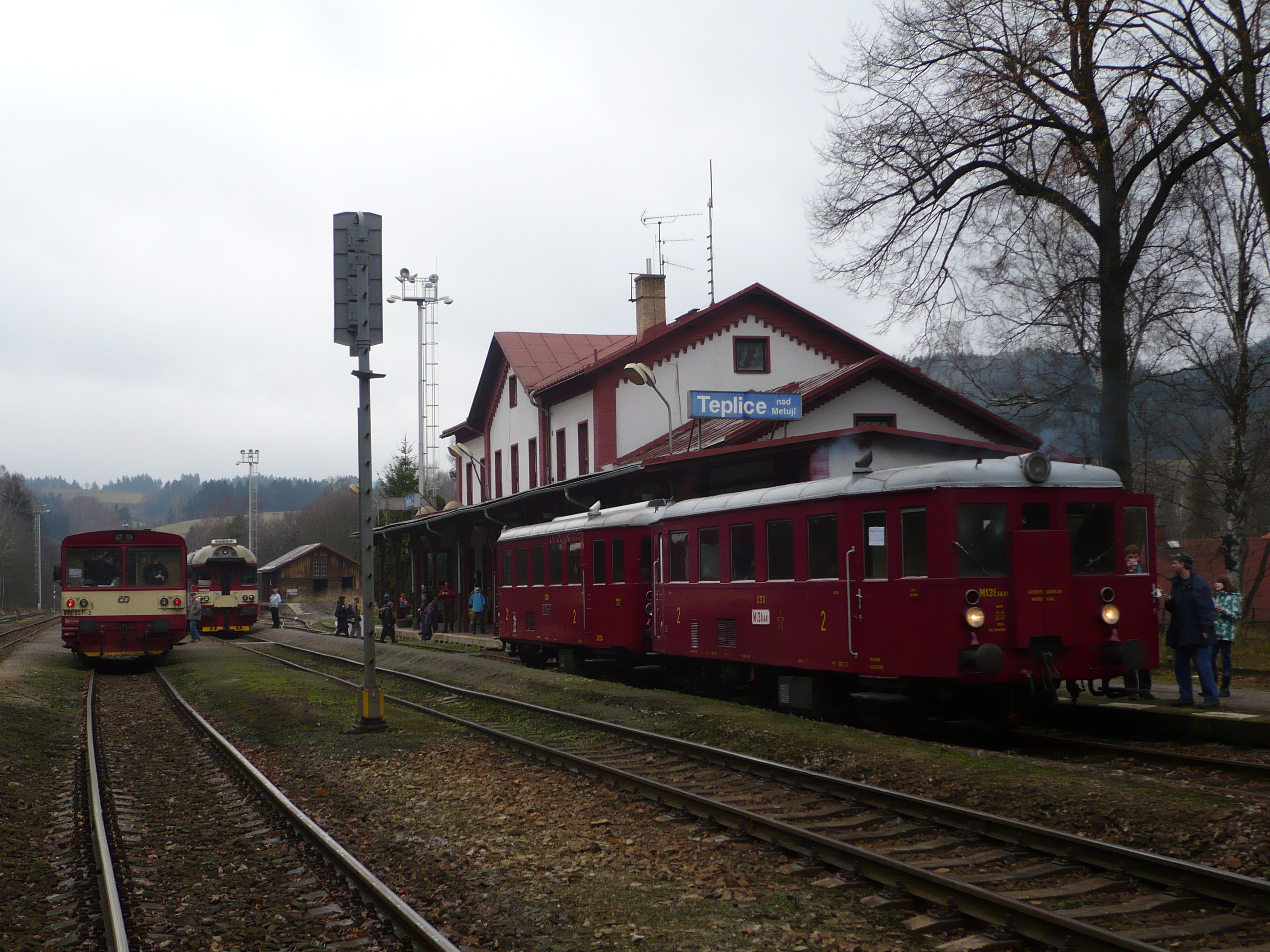
Pociągi na stacji

Teplice nad Metují – stacja kolejowa w miejscowości Teplice nad Metují, w kraju hradeckim, w Czechach. Znajduje się na wysokości 470 m n.p.m.
Jest zarządzana przez Správę železnic. Na stacji nie ma możliwości zakupu biletów, a obsługa podróżnych odbywa się w pociągu.

## Linie kolejowe
- 026 Týniště nad Orlicí - Otovice zastávka
- 047 Trutnov - Teplice nad Metují